# Broye-Aubigney-Montseugny
Broye-Aubigney-Montseugny é uma comuna francesa na região administrativa de Borgonha-Franco-Condado, no departamento de Alto Sona. Estende-se por uma área de 25,36 km². Em 2010 a comuna tinha 497 habitantes (densidade: 19,6 hab./km²).
A cidade foi criada depois da fusão de Broye-lès-Pesmes, Aubigney e Montseugny em 1972. 
Broye-lès-Pesmes era um grande assentamento dos sequanos no período pré-romano e romano conhecido como Magetóbria (em latim: Magetobria) ou Admagetóbria (em latim: Admagetóbria) e, até o século XIX, era chamada de Moigte-de-Broie, um nome derivado deste antigo nome.